# 2K Sports
2K Sports és una empresa subsidiària de Take-Two Interactive Software, Inc., i publica videojocs amb els dos estudis de desenvolupament, Visual Concepts i Kush Games. Els videojocs publicats sota 2K Sports en centren en videojocs, amb altes llicències i productes especials. Són els publicadors de les sagues de videojocs com l'All-Pro Football 2K, NBA 2K, Major League Baseball 2K, NHL 2K i Top Spin.

## Videojocs
- Amped 3 (2005)
- College Hoops 2K6 (2005)
- College Hoops 2K7 (2006)
- Major League Baseball 2K6 (2006)
- Major League Baseball 2K7 (2007)
- NBA 2K
- NFL 2K
- NHL 2K
- Top Spin (versió per PlayStation)
- Top Spin 2 (2006)
- Torino 2006
- World Poker Tour
- All-Pro Football 2K8 (2007)
- The BIGS

## Desenvolupadors interns
- Kush Games
- Visual Concepts